# Bell 525 Relentless
Le Bell 525 Relentless est un hélicoptère de transport fabriqué par Bell Aircraft Corporation.

## Conception
Le Bell 525 a été dévoilé en février 2012 au salon Heli Expo de Dallas. Il effectue son premier vol le 1er juillet 2015 à Amarillo.
Il s'agit du premier hélicoptère civil équipé de commandes de vol électriques. Il peut transporter jusqu'à 20 passagers. Il a servi de base au développement du Bell 360 Invictus destiné à un usage militaire.

## Accident
Le 6 juillet 2016, le premier prototype du Bell 525, N525TA, s'est écrasé au Sud-Est de Fort Worth au Texas. Cet accident a entraîné la mort des deux pilotes d'essais.